# Bernard Fox
Bernard Fox, född 11 maj 1927 i Port Talbot i Neath Port Talbot i Wales, död 14 december 2016 i Van Nuys, Los Angeles, Kalifornien, var en brittisk skådespelare. Fox medverkade i över 100 film- och TV-produktioner. Han hade större roller i TV-serier som Hogans hjältar och Bewitched och han har medverkat i två filmer om RMS Titanic. I filmen Titanics undergång 1958 gjorde han en liten ej krediterad roll som utkiken Frederick Fleet och i filmen Titanic från 1997 spelade han överste Archibald Gracie IV. Han var aktiv fram till 2004 då han pensionerade sig.

## Filmografi, urval
- 1956 – Sixpenny Corner (TV-serie)
- 1958 – Titanics undergång
- 1961 – Three Live Wires (TV-serie)
- 1962 – Den längsta dagen
- 1965 – Hogans hjältar (TV-serie)
- 1966 – Bewitched (TV-serie)
- 1966 – Mannen från U.N.C.L.E. (TV-serie)
- 1977 – Herbie i Monte Carlo
- 1977 – Bernard och Bianca
- 1977 – Tabitha (TV-serie)
- 1983 – Kapten Gulskägg
- 1990 – Bernard och Bianca i Australien
- 1997 – Titanic
- 1999 – Mumien